# おまえに惚れた
おまえに惚れた（おまえにほれた）は、美空ひばりのシングル。1980年2月1日に日本コロムビアから発売された。

## 概要
- カラオケ初心者でも唄える楽曲として発表[3]され、ひばり自身オリコンチャート上においては、1968年の「むらさきの夜明け」以来、12年ぶりにシングル売上14万枚を超える久々のヒット曲となった[2]。
- サビのコーラスは実弟・かとう哲也が務めているが、1982年にデジタルで再録音された音源は、ひばり本人による重ね録りとなっている。
- 2019年時点では、ひばりのシングル売上で歴代18位にランクインされている（日本コロムビア調べ）[4]。
- 1980年4月にはタイトルと同題名のオリジナル及びカバー・アルバムが発売され、1982年にセルフカバーアルバム『EVERGREEN★HIBARI』のためにデジタルで再録音された。編曲はオリジナルと同じく斉藤恒夫が担当し、1983年に発売された。
- 後にひばりがコンサート等で同楽曲を披露する際、サビのコーラスの部分を観客と共に歌い、歌詞の「おまえに惚れた」の「おまえ」のパートに合わせて客席を指差しながら歌う光景が見られるようになった。

## 収録曲
1. おまえに惚れた
  - 作詞：たかたかし、作曲：徳久広司、編曲：斉藤恒夫
2. みれん酒
  - 作詞：ちあき哲也、作曲：杉本真人、編曲：斉藤恒夫

1989年盤
1. おまえに惚れた
2. 裏町酒場
  - 作詞：さいとう大三、作曲：竜鉄也、編曲：京建輔

1991年盤（CD盤）
1. おまえに惚れた
2. みれん酒

## アルバム「おまえに惚れた」収録曲（1980年4月25日発売）
1. おまえに惚れた
2. 恋女房
3. 歩いてゆこうね二人して
4. あなたに逢って
5. 昭和ひとり旅
6. みれん酒
7. みちづれ（牧村三枝子のカバー）
8. ゆきずり（細川たかしのカバー）
9. 夢追い酒（渥美二郎のカバー）
10. ひとり（渡哲也のカバー）
11. すきま風（杉良太郎のカバー）
12. 北国の春（千昌夫のカバー）

## アルバム「夢ひとり」収録曲（1985年8月21日発売）
1. 夢ひとり
2. ビロードの夜
3. 冬のくちびる
4. 残侠子守唄
5. 裏町酒場
6. 人恋酒
7. おまえに惚れた
8. 真赤な太陽
9. 悲しい酒
10. 柔
11. ひばりの佐渡情話
12. 港町十三番地
13. リンゴ追分
14. 悲しき口笛

## カバー
- 天童よしみ - カバー・アルバム『天童節 昭和演歌名曲選 第十七集』に収録。（1996年）
- 伍代夏子 - アルバム『夏子の路～伍代夏子10周年記念アルバム』に収録。（1996年）
- 徳久広司 - アルバム『愛しき歌たちよ』に収録。（2015年）
- 嶺陽子 - アルバム『嶺陽子～美空ひばりを歌う』に収録。（2017年）
- 氷川きよし - アルバム『新・演歌名曲コレクション6 -碧し-』に収録。（2017年）
- モングン - アルバム『デビュー15周年記念プレミアムアルバム 「サランエ ノレ ～愛の歌～」』に収録。（2020年）